# Бескиди

Східні Бескиди і Українські Карпати на схемі Східних Карпат, позначено червоним

Центральні Бескиди на схемі Східних Карпат, позначено червоним

Бески́ди (пол. Beskidy, словац. Beskydy, чеськ. Beskydy, ) — система гірських хребтів у північній смузі Карпат, у межах Чехії, Словаччини, Польщі та України. Зовнішнє пасмо Карпат.
Збудовані крейдовими та третинними вапняками, сланцями та пісковиками. Мають складчасту структуру, ускладнену лускоподібними насувами — скибами. Складаються з кулісоподібних хребтів, розділених вузькими поздовжніми і широкими поперечними долинами річок та міжгірними котловинами. Хребти мають пологі схили й округлі вершини, рідше являють собою моноклінальні пасма. Схили гір вкриті буковими та ялицево-смерековими лісами, на безлісих вершинах — полонинах — альпійські луки.
Орографічно Бескиди поділяються на Західні, розташовані між верхів'ями Морави та долиною Попраду — середньовисотні гори (вища точка Баб'я Гура, 1 725 м) та Східні, розташовані на Львівщині і (частково) Закарпатті смугою завдовжки понад 100 км, завширшки до 18—30 км; висоти 800—1 000 м (максимальна висота 1 362 м — г. Магура).
Корисні копалини: поклади нафти, озокериту, калійної солі, будівельних матеріалів тощо. Численні джерела мінеральних вод.
Національні парки: «Ужанський», «Сколівські Бескиди» (Україна); «Бабйогурський», «Горчанський» (Польща).
У с. Верхній Студений на Закарпатті працює однойменний гірськолижний курорт «Бескид»

## Гірські масиви Бескидів

Центральнобескидська Підгір'я (Pogórze Środkowobeskidzkie) на схемі Східних Карпат, позначено червоним

Бескиди простягається між долинами річок Морави та Мизунки. Довжина понад 300 км, висота до 1 725 метрів — (гора Баб'я Ґура).
Бескиди поділяються на:
- Західні Бескиди (у межах Чехії, Словаччини та Польщі)
- Центральні Бескиди (у межах Словаччини та Польщі)
- Східні Бескиди (у межах Словаччини, Польщі та України)

## Карти

Західна частина Західніх Бескидів, позначено червоним (E)
Північна частина Західніх Бескидів, позначено червоним (F)
Східна частина Західніх Бескидів, позначено червоним (H)
Центральна частина Західніх Бескидів, позначено червоним (G)
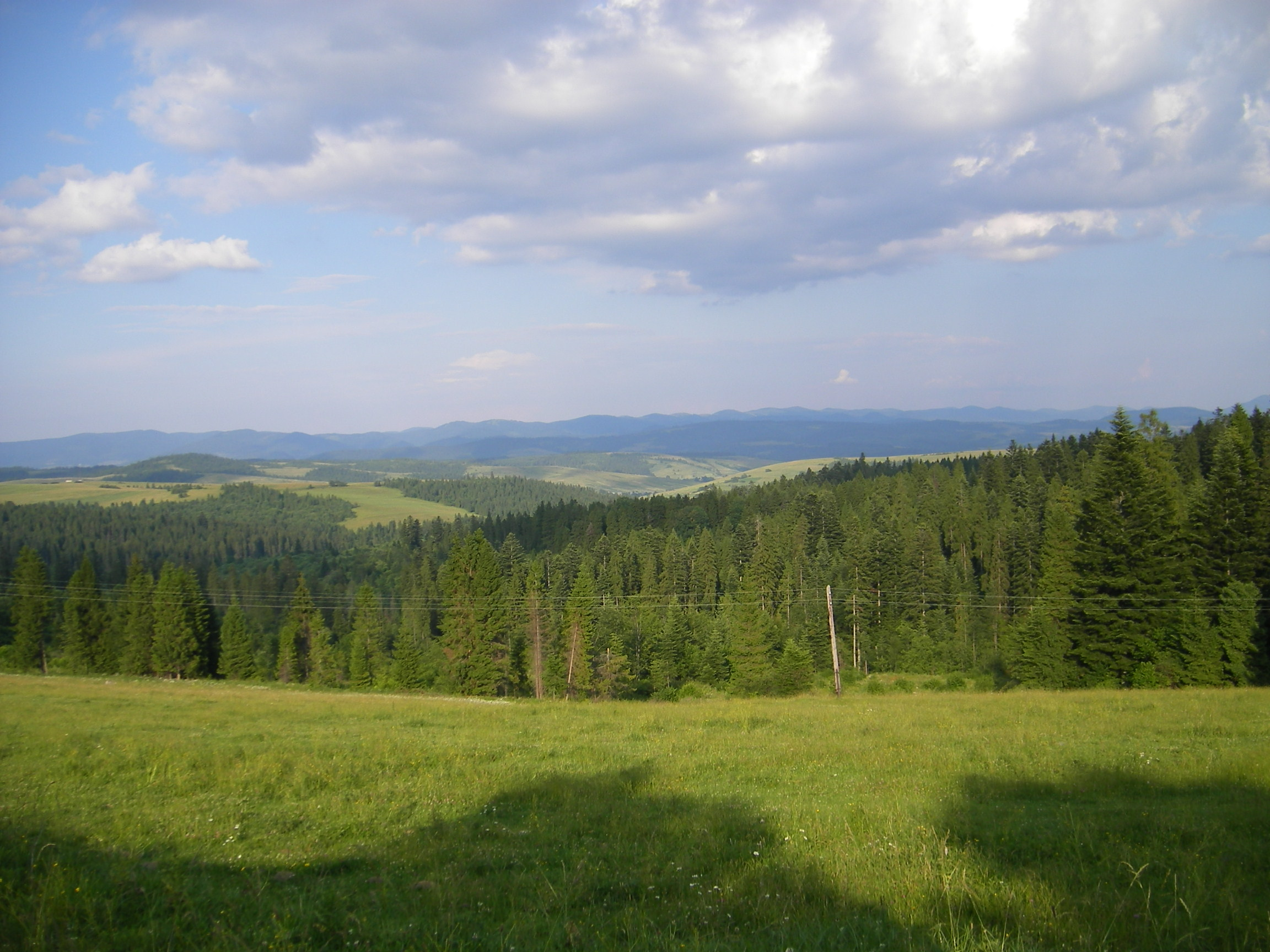
Бескиди, Львівська область
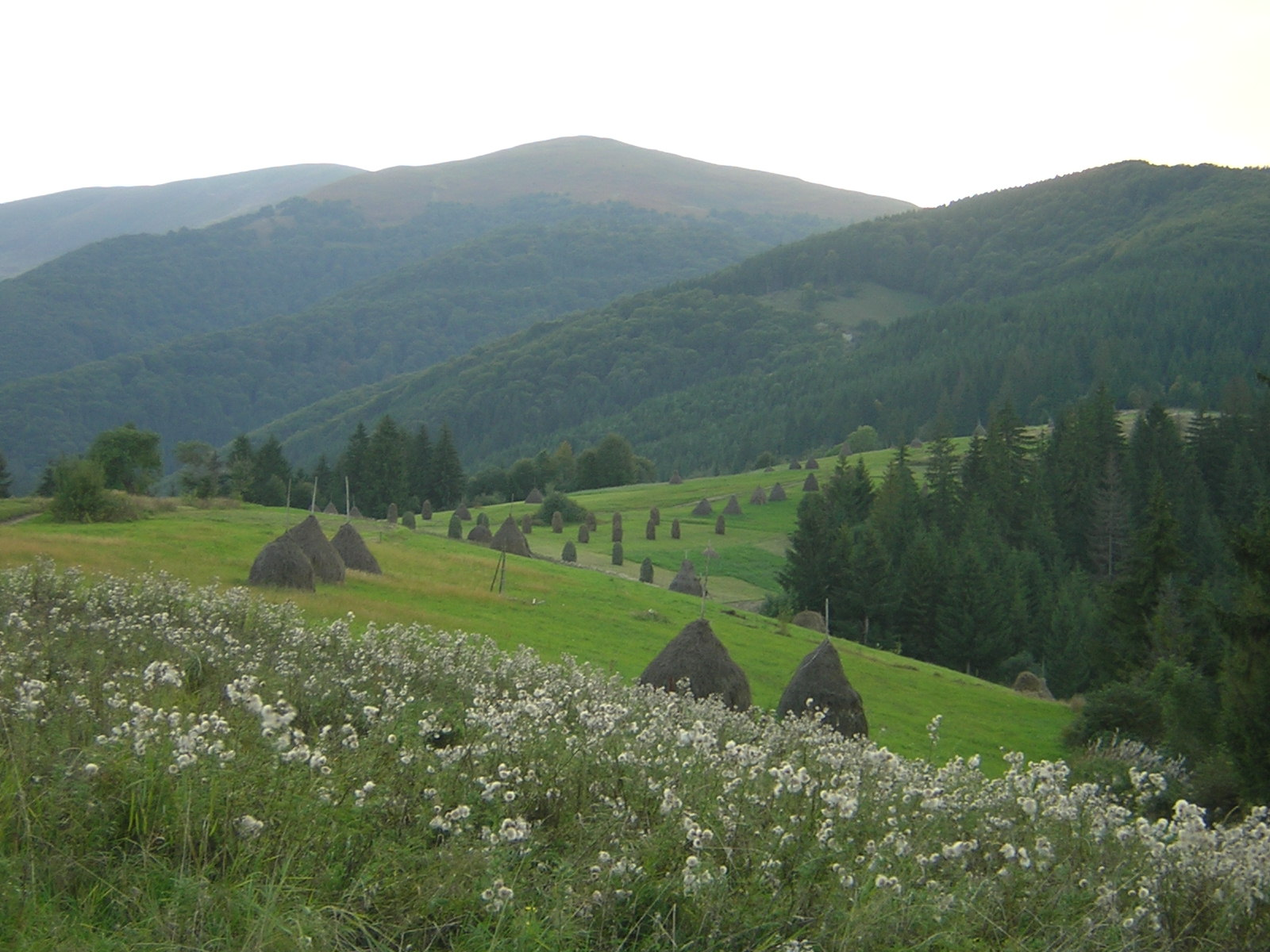
Бескиди, Закарпатська область